# On a volé Charlie Spencer
Pour plus de détails, voir Fiche technique et Distribution.
On a volé Charlie Spencer est un film français réalisé par Francis Huster, sorti en 1986.

## Synopsis
Un homme (Francis Huster) apprend que sa conjointe (Isabelle Nanty) est enceinte. Désemparé, il se réfugie dans sa cinémathèque intérieure. Il évolue ainsi dans des séquences mettant en scène une vedette inaccessible (Béatrice Dalle) et évoquant des cinéastes célèbres : Ernst Lubitsch, Marcel Carné (Hotel du Nord), Frank Capra, Orson Welles, Alfred Hitchcock, Luchino Visconti, Federico Fellini.

## Fiche technique
- Titre : On a volé Charlie Spencer
- Réalisateur : Francis Huster
- Scénario : Francis Huster
- Photographie : Daniel Vogel
- Musique : Antonín Dvořák, Bernard Herrmann, Valentin Jarillo, Gustav Mahler, Glenn Miller, Franz Schubert, Richard Strauss
- Son : Harrick Maury
- Décors : Hervé Boutard
- Montage : Nicole Berckmans
- Conseiller technique : Nina Companeez
- Assistant réalisateur : Raoul Girard
- Script : Florence Moncorgé-Gabin
- Pays d'origine :  France
- Format :
- Genre : comédie, fantastique
- Durée : 96 minutes
- Date de sortie : 1986

## Distribution
- Francis Huster : l'employé de banque
- Béatrice Dalle : la star
- Isabelle Nanty : la fiancée
- Jacques Spiesser : l'inspecteur de police
- Jean-Pierre Aumont : le comédien d'"Hôtel du Nord"
- Eisabeth Rodriguez : "Hôtel du Nord" Arletty
- Anne Lasmezas : "Hôtel du Nord" Annabella
- Antoine Duléry : Pierre Brasseur (l'homme au clairon)
- Christian Zanetti : Jules Berry
- Éric Wapler : le groom du Crillon
- Jean-Pierre Bernard : l'amant de la mère
- Christian Charmetant : Gassman
- Emmanuelle Devos : "Hôtel du Nord" les seins nus
- Jean Gosselin : le mari de la mère
- Florian Hutter : "Hôtel du Nord", Blier la casquette
- Christiane Lebrima : la femme du miroir
- Alexandra Lorska : la mère nue du rêve
- Monique Mélinand : la mère de la fiancée
- Delphine Rich : la copine de la banque
- Mouloud Rozen : l'homme au mariage "histoire d'enfant"
- Georges Ser : le client de la banque avec billets
- Nadine Spinoza : Françoise Rosay
- Gérard Watkins :  le soldat américain du film
- Sandrine Kiberlain : une employée de banque
- Diane Lepvrier
- Valerie Karsenti
- Marie-Laure Dougnac
- Guillaume de Tonquédec

## Autour du film
Le nom de Charlie Spencer est un hommage au nom complet de Charlie Chaplin, Charles Spencer Chaplin.
Il s'agit du deuxième rôle au cinéma de Sandrine Kiberlain.
Dany Brillant, déjà auteur-compositeur, se produisait au cabaret Les Trois Maillets et prenait des cours au cours Florent en parallèle de ses études de médecine. Il décroche un petit rôle dans le film à l'été 1986 dans le rôle d'un jeune homme chantant une chanson de Frank Sinatra. Pour des raisons de budget, il n’était pas possible de reprendre cette chanson et Dany Brillant a alors écrit lui-même une chanson, Suzette, du prénom porté par l'un des rôles féminins du film. Bien qu’acceptée par la production, la chanson sera coupée au montage,.
Dany Brillant sortira la chanson Suzette en fin d’année 1991, après avoir signé un contrat avec la maison de disques WEA. Elle figurera au Top 50 du 8 février 1992 au 18 juillet 1992, atteignant la 3e place en avril et certifiée  disque d'or pour plus de 250 000 exemplaires vendus.
Béatrice Dalle a abandonné le tournage du film au bout de cinq jours.